# 전주 호씨
전주 호씨(全州 扈氏)는 전북특별자치도 전주시를 본관으로 하는 한국의 성씨이다. 시조 호준(扈浚)은 임진왜란 당시 이여송(李如松) 장군 휘하 부장으로 참전하여 많은 공을 세운뒤 조선에 귀화했다.

## 참고 자료
- “전주호씨(全州扈氏)”. 뿌리를 찾아서.[깨진 링크(과거 내용 찾기)]